# Иль-о-Эгрет
Иль-о-Эгрет (фр. Île aux Aigrettes) — островок около юго-восточного побережья Маврикия. В настоящее время функционирует как природный заповедник и научно-исследовательская станция. Также является популярной туристической достопримечательностью — как для туристов, так и для маврикийцев.

## География
Площадь острова составляет 27 гектаров, это самый большой остров в заливе Гран-Порта, находящийся в 850 метрах от юго-восточного побережья Маврикия и примерно в километре от прибрежного города Маэбура. Островок низменный и образован из кораллового известняка (в отличие от большинства территорий Маврикия, образованных из вулканического камня).

## Природные заповедники и охрана природы
Иль-о-Эгрет сохранил единственную оставшуюся в мире часть «Маврикийского сухого прибрежного леса» — когда-то обильно произраставшего на Маврикии. Поэтому здесь обитает большое количество чрезвычайно редких или вымирающих видов растений и животных. За несколько сотен лет местная флора и фауна была уничтожена лесозаготовками и инвазивными видами. В этом смысле остров разделил ту же участь, что и остальная часть Маврикия. Дронт и местные виды гигантских черепах вымерли, как и многие виды растений. Однако реликты некоторых видов сохранились, и в 1965 году остров был объявлен природным заповедником. Затем последовала интенсивная работа по восстановлению растительности и немногих оставшихся местных видов животных. Кроме того, были вновь интродуцированы несколько других видов, которые исчезли с острова, но сохранились в других местах Маврикия.
Виды рептилий включают крупного медлительного лейолописма Тельфера, несколько видов богато окрашенных дневных гекконов и популяцию некоренной гигантской черепахи Альдабра, завезенной на остров, чтобы взять на себя важную экологическую роль вымерших маврикийских черепах. Большие черепахи поедают и распространяют семена растений и тем самым помогают лесу естественным образом восстанавливаться.
Редкий эндемичный вид эбенового дерева Diospyros egrettarum назван в честь этого острова, на котором он произрастает в изобилии.